# Silvia Cavalleri
Silvia Cavalleri (Milano, 10 ottobre 1972) è una golfista italiana, che gioca nell'U.S.-based LPGA Tour e nella Ladies European Tour. È stata la prima italiana a vincere un torneo del LPGA Tour.

## Biografia
Diventa professionista nel 1997 e dal 1998 gioca nel Ladies European Tour. Dal 1999 gioca invece nel LPGA Tour. Ha vinto il suo primo torneo professionistico, il Corona Championship, nel 2007, diventando la prima italiana a vincere un torneo LPGA.

## Vittorie in carriera

### LPGA Tour
- 2007 (1) Corona Championship